# Benjamin McCulloch
Benjamin McCulloch (11 de novembro de 1811 - 7 de março de 1862) foi um soldado da Revolução do Texas, um guarda-florestal do Texas, um general importante da milícia do Texas e, posteriormente, um major do Exército dos Estados Unidos (Voluntários dos Estados Unidos) durante a Guerra Mexicano-Americana, um marechal-de-brigada dos Estados Unidos, e um general de brigada no exército dos Estados Confederados durante a Guerra Civil Americana.

## Vida
Ele nasceu em 11 de novembro de 1811 no Condado de Rutherford, Tennessee, um dos doze filhos e o quarto filho de Alexander McCulloch e Frances Fisher LeNoir. O pai de Benjamin, Alexander, formado pela Universidade de Yale, era descendente do capitão Nicolas Martiau, o colono huguenote francês de Jamestown, Virgínia e antepassado do presidente George Washington.